# Europa (essai)
Pour les articles homonymes, voir Europa.
Europa - La Dernière Chance de l'Europe est un essai de l'ancien président de la République française Valéry Giscard d'Estaing dont la préface est écrite par l'ancien chancelier fédéral d'Allemagne Helmut Schmidt. Il sort le 2 octobre 2014 aux éditions XO.

## Contenu
Valéry Giscard d'Estaing y propose la création d'une fédération composée uniquement de douze États européens, dont les six fondateurs de la CECA, nommée « Europa » :
- France ;
- Allemagne ;
- Belgique ;
- Luxembourg ;
- Pays-Bas ;
- Italie ;
- Portugal ;
- Autriche ;
- Espagne ;
- Irlande ;
- Pologne ;
- Finlande.

## Entretiens
Du 2 octobre au 25 octobre 2014, Valéry Giscard d'Estaing réalise au total dix-sept entretiens avec différents journaux et émissions de télévisions pour présenter son livre.